# 라이트 매세이

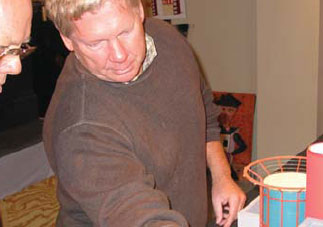
라이트 매세이. 올랜도. 2007년 4월 1일.

라이트 매세이(Wright Massey) (1953년 6월 21일 ~, 엘리자베스 시티)는 미국의 기업인이다. 그는 스타벅스에 합류하여 스타벅스를 굴지의 커피 체인으로 키웠다. 스타벅스의 부회장을 역임하였다. 또한 타임즈 스퀘어의 코카콜라 간판을 디자인한 것으로도 유명하다. 라이트 매세이는 1999년 그의 건축/설계회사인 브랜드 아키텍처(Brand Architecture)를 세우고는 CEO를 역임하고 있으며, 현재는 아웃백 스테이크하우스의 디자인을 바꾸는 작업을 하고 있다.
1994년, 라이트 매세이는 시애틀에 있던 스타벅스 사에 합류했다. 스타벅스 매장 디자인을 완전히 바꾸기 위해서였다.
스타벅스에서 그는 시너지스틱 롤아웃 프로그램(Synergistic Rollout Program)을 함께 개발하였다. 이 프로그램은 하루에 한 매장씩을 개장하는 프로그램이었다. 이로 인해 스타벅스 사는 일 년에 2천만 US$의 경비를 절감할 수 있었다. 라이트 매세이는 스타벅스 내에서 창조 서비스 그룹(Creative Services Group)을 조직하였다. 이 조직은 스타벅스의 브랜드 아이덴티티와 매장 디자인을 창출해내었다. 라이트 매세이는 스타벅스를 위해 일종의 비주얼 브랜드 언어를 만들어나갔다. 스타벅스의 비주얼 브랜드 언어는 눈에 띄는 것이었으며 또한 남들과 구별되는 것이었다. 코카콜라가 100년 이상 붉은 색을 썼고, 스펜세리언 서체를 썼고, 녹색이 나는 병을 쓴 것과 마찬가지 식이었다. 스타벅스의 비주얼 브랜드 언어는 스타벅스 도안(graphic)의 룩 앤 필(look and feel)을 전달해 줄 수 있는 아이콘, 이야기(story), 컬러 팔레트(color palette) 등으로 구성되었다.
라이트 매세이의 시너지스틱 롤아웃 프로그램은 스타벅스가 미국 전역에 걸쳐 공격적으로 확장해나가는 일에 있어서 크게 도움이 되었다. 하워드 슐츠가 공저자로 저술한 책 《스타벅스 성공의 비결(원제:Pour Your Heart On It)》에서 슐츠는 라이트 매세이에 대해 다음과 같이 언급하였다. "원가를 절감해야 된다는 목표와 더 나은 디자인을 해야 한다는 목표 - 두 가지 상충되는 목표가 주어졌지만, 라이트의 팀은 원가 절감 목표를 달성했습니다. 그것도 1/3의 비용에 말입니다. 우리가 예전에 생각하지 못했던 지역에서도 영업을 할 수 있도록 만들어 주는 고급의 양식을 만들어 냈습니다. "
라이트 매세이는 계속하여 디즈니 스토어의 디자인 디렉터로 일하기도 했다.